# Meira
Meira – miejscowość w Hiszpanii w północnej części wspólnoty autonomicznej Galicja w prowincji Lugo  na zachód od gór Sierra de Meira. Z Meiry pochodzi Sergio Vallejo – hiszpański kierowca rajdowy.